# Новоширокинский
Новоширо́кинский — посёлок в Газимуро-Заводском районе Забайкальского края России. Административный центр сельского поселения «Новоширокинское».

## География
Посёлок находится в юго-восточной части Забайкальского края, на расстоянии примерно 21 км (по прямой) к востоку от села Газимурский Завод, административного центра района.

### Климат
Климат резко континентальный со средними температурами в январе −26 ÷ −28 °С (абсолютный минимум −48 °С), в июле + 18 ÷ +20 °С (абсолютный максимум +38 °С). Кол-во выпадающих осадков от 300 до 500 мм/год. Продолжительность вегетационного периода 130—150 дней.

### Часовой пояс
Посёлок Новоширокинский, как и весь Забайкальский край, находится в часовой зоне МСК+6. Смещение применяемого времени относительно UTC составляет +9:00.

## История
Основан в 1830 году. С 1949 года на данном месте начались работы на Новоширокинском полиметаллическом месторождении. С 1970 года велось строительство одноимённого рудника и посёлка. В 1994 году строительство рудника прекратилось, шахта осталась на сухой консервации.

## Население
| 1989 | 2002 | 2010 | 2021 |
| ---- | ---- | ---- | ---- |
| 1969 | ↘698 | ↗961 | ↗994 |

### Национальный состав
Согласно результатам переписи 2002 года, в национальной структуре населения русские составляли 99 % из 698 чел.

## Улицы
- ул. Весенняя,
- ул. Дачная,
- ул. Дудина.

## Инфраструктура
В посёлке функционируют средняя школа, детсад, дом культуры, библиотека, фельдшерско-акушерский пункт.